# Alber Elbaz
Pour les articles homonymes, voir Elbaz.
Alber Elbaz est un créateur de mode franco-israélo-américain, né le 12 juin 1961 à Casablanca (Maroc) et mort le 24 avril 2021 dans le 13e arrondissement de Paris.
Après avoir travaillé pour les maisons Guy Laroche et Yves Saint Laurent, il acquiert une reconnaissance dans le milieu de la mode pour son travail effectué au sein de la maison Lanvin, dont il est le directeur artistique pendant quatorze ans. Il fonde ensuite sa propre marque, AZ Factory, dont la première collection est présentée en janvier 2021, peu de temps avant sa mort.

## Biographie

### Formation et débuts
Albert Elbaz naît le 12 juin 1961 à Casablanca au Maroc dans une famille de cinq enfants et grandit à Tel Aviv en Israël où ses parents s'installent quand il a 8 mois. À l'adolescence, il commence à dessiner des robes. En 1982, il suit les cours du collège de mode Shenkar College of Engineering and Design (en), une prestigieuse école de stylisme à Ramat Gan et en sort diplômé, deux ans plus tard.
Après les trois années de son service militaire, il part pour New York et apprend à dessiner des robes de mariée. En 1989, il y rencontre le créateur Geoffrey Beene avec qui il travaillera pendant sept ans dans l'ombre de celui-ci, avant d'effectuer un court passage dans la maison Krizia.
Au milieu des années 1990, Ralph Toledano, alors président de Guy Laroche, le choisit pour rafraîchir l’image de la maison française fondée en 1957, ce qui permet à Alber Elbaz de se faire connaitre du grand public. La même année, il est fait chevalier de la Légion d'honneur.
Un an plus tard, il est appelé par l'entrepreneur Pierre Bergé et pendant trois ans, il prend la direction artistique de la ligne de prêt-à-porter féminin Saint Laurent rive gauche de la maison Yves Saint Laurent, jusqu'au rachat par le groupe Gucci, où il est remplacé par Tom Ford.

### Direction artistique de Lanvin

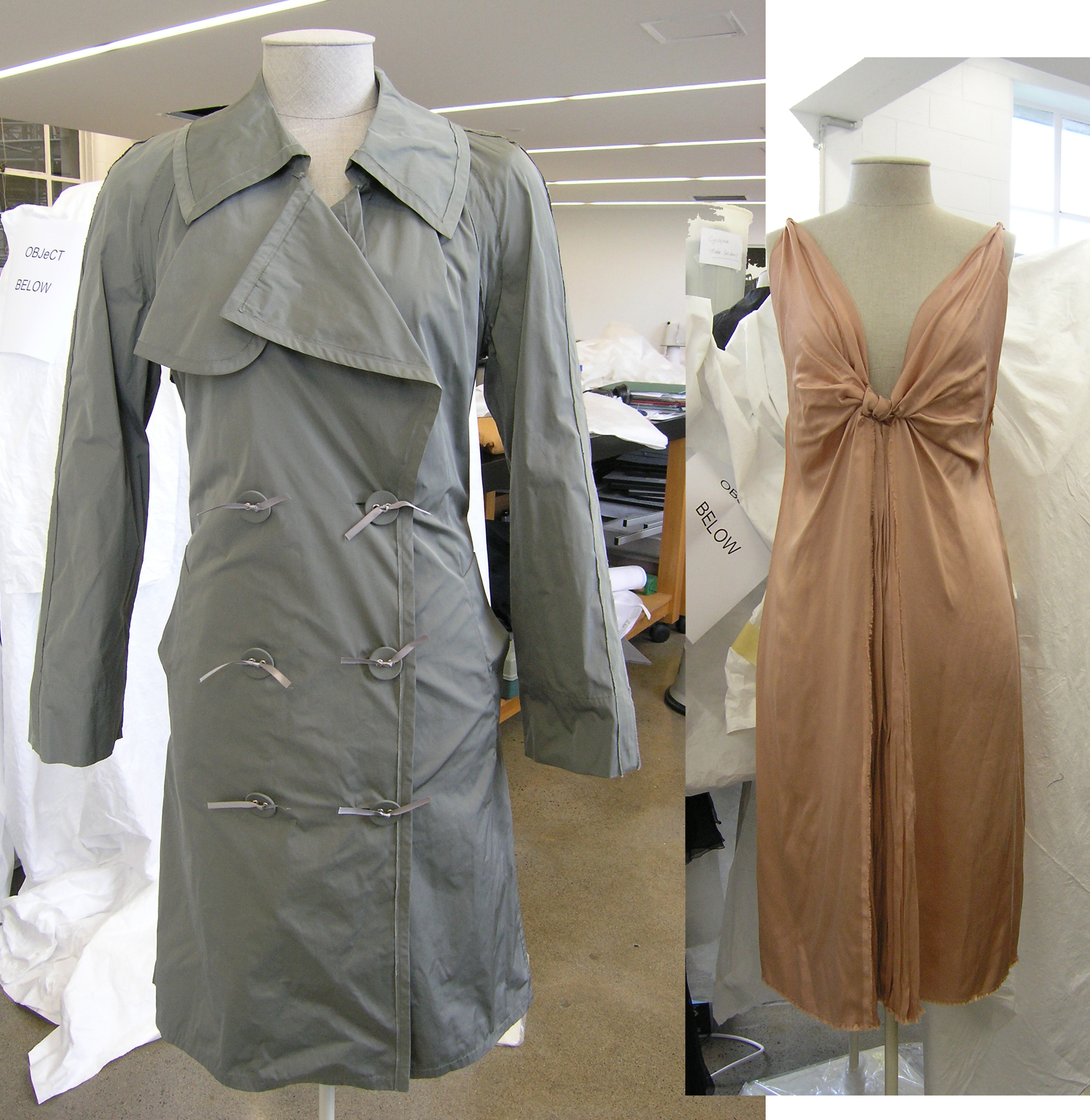
Manteau et robe (2005).

Au début des années 2000, après une année sabbatique durant laquelle Alber Elbaz voyage et refuse toutes les propositions qui lui sont faites, il prend, à la place de Cristina Ortiz, la direction artistique de la maison Lanvin, assisté d'Elie Top, l'ancien assistant d'Yves Saint Laurent, qui prend progressivement en charge la joaillerie, et sous la direction de Paul Deneve. Lanvin est la plus ancienne maison de couture française mais appartient à une femme d'affaires taïwanaise, Shaw-Lan Wang. Il « réveille » la maison avec succès en multipliant le chiffre d'affaires par deux, ainsi que le nombre de points de vente. Il obtient une reconnaissance sans faille du milieu de la mode, dès sa première collection,.
Durant plusieurs années, le nom d'Alber Elbaz est intégré au logo Lanvin. En 2010, il dessine pour Lanvin et La Poste française deux timbres-poste de Saint-Valentin. La même année, il réalise une petite collection pour les magasins H&M. Fin 2011, il présente sa collection Hell's Angels aux Tuileries. En 2013, il crée une nouvelle robe pour la souris Minnie, dans le cadre du 20e anniversaire de Disneyland Paris[réf. nécessaire]. Il dirige en septembre 2015 une exposition au sein de la Maison européenne de la photographie rassemblant trois cents photographies sur ses travaux à Lanvin, prenant forme de manifeste sur le rapport entre création et corps,.
Il est nommé aux Globes de Cristal de 2015 dans la catégorie « Meilleur créateur de mode », mais la récompense est attribuée à Yiqing Yin.
À la suite de désaccords avec Shaw-Lan Wang, il est congédié de la maison Lanvin à la fin de l'année 2015,, après quatorze ans à la direction artistique, et reçoit le soutien des salariés de l'entreprise ainsi que de nombreuses marques de personnalités de la mode qui protestent,,.

### Lancement d'AZ Factory
Alber Elbaz s'associe en 2019 au groupe de luxe suisse Richemont dans le but de créer sa propre marque qu'il veut « fonctionnelle et qui convient à tout le monde » (pour tous les corps, âges et tailles),,. La première collection est présentée en janvier 2021 lors de la semaine de la mode de Paris.

### Mort
Le 24 avril 2021, âgé de 59 ans, Alber Elbaz meurt à l'hôpital de la Pitié-Salpêtrière dans le 13e arrondissement de Paris des suites de la Covid-19,.
Il est inhumé le 28 avril à Holon, au sud de Tel Aviv (Israël), lors d'une cérémonie rassemblant plusieurs centaines de personnes.

## Distinctions
- L’International Fashion Award décerné par le CFDA à New York aux États-Unis en juin 2005[2].
- Nomination au grade de chevalier de la Légion d'honneur par décret du président de la République en avril 2006[2].
- Le Couture Council Award for Artistry of Fashion, remis par le Fashion Institute of Technology le 5 septembre 2007 à New York[réf. nécessaire].
- L’International Fashion Group a honoré Alber Elbaz d’un « Design Star Award » le 25 octobre 2007 à New York[2].
- La Grande Médaille de Vermeil de la Ville de Paris le 20 novembre 2009 à Paris[26],
- Le magazine Telva le nomme Meilleur Designer International en octobre 2010[réf. nécessaire],
- Il reçoit le prix du Meilleur Designer de l'année par le Fashion Accessories Council à New York en novembre 2010[2].

Alber Elbaz a été élu l’une des 100 personnes les plus influentes dans le monde pour l’année 2007 par le magazine Time[réf. nécessaire].